# Rudi Altig
Rudi Altig (Mannheim, 18 marzo 1937 – Remagen, 11 giugno 2016) è stato un ciclista su strada e pistard tedesco.
Da dilettante, nel 1959, fu campione del mondo dell'inseguimento individuale. Nel 1960 e nel 1961 ripeté il titolo nella categoria professionisti. Nel 1966 divenne anche campione del mondo su strada in linea al Nürburgring, mentre nel 1962 e nel 1965 fu campione europeo di omnium endurance; proprio grazie a questi due titoli divenne popolarissimo in patria, a tal punto che gli venne dedicato un francobollo che lo raffigurava.

## Carriera
È stato uno dei più grandi campioni del ciclismo tedesco, alternando i suoi successi tra la strada e la pista. Tra le sue 96 vittorie su strada si annoverano i mondiali su strada al Nürburgring, in Germania, nel 1966 (davanti a Jacques Anquetil e Raymond Poulidor), la Milano-Sanremo del 1968 e la Vuelta a España del 1962. Nel 1965 arrivò secondo al mondiale su strada di San Sebastian, in Spagna, battuto da Tommy Simpson.
Fu anche campione tedesco su strada nel 1964 e nel 1970. Indossò la maglia gialla del Tour de France 19 volte, nel 1962, nel 1964 e nel 1966, vincendo complessivamente otto tappe, cui si aggiungono quattro tappe del Giro d'Italia e sei alla Vuelta.
In pista fu campione del mondo di inseguimento nel 1960 e nel 1961. Vinse anche 23 sei giorni e stabilì il record del chilometro da fermo e dei 5 chilometri. Dal 1970, fu sospeso per quattro volte dall'attività per aver usato, secondo le accuse, sostanze dopanti; motivo per il quale per gli ultimi due anni tra i professionisti non gareggiò quasi mai. Successivamente, negli anni settanta, per quattro anni fu commissario tecnico della Nazionale tedesca.
Suo fratello Willi è stato anch'egli ciclista professionista.

## Palmarès

### Strada
- 1958 (dilettanti)

Grand Prix de Narbonne
- 1960

Grand Prix d'Alger (cronocoppie con Roger Rivière)
7ª tappa Deutschland Tour
- 1962

Manx International
Grand Prix de Cannes
6ª tappa Parigi-Nizza
2ª tappa Deutschland Tour
3ª tappa Deutschland Tour
2ª tappa Vuelta a España
7ª tappa Vuelta a España
15ª tappa Vuelta a España
Classifica generale Vuelta a España
1ª tappa Tour de France
3ª tappa Tour de France
17ª tappa Tour de France
Trofeo Baracchi (cronocoppie con Jacques Anquetil)
- 1963

Genova-Nizza
2ª tappa Parigi-Nizza
5ª tappa Parigi-Nizza
1ª tappa Parigi-Lussemburgo
Classifica generale Parigi-Lussemburgo
- 1964

3ª tappa Vuelta a Andalucía
4ª tappa Vuelta a Andalucía
Classifica generale Vuelta a Andalucía
8ª tappa Parigi-Nizza
Giro delle Fiandre
Grand Prix Union-Brauerei
2ª tappa Giro del Belgio
4ª tappa Tour de France
Campionati tedeschi, Gara in linea
- 1965

1ª tappa Parigi-Nizza
4ª tappa Parigi-Nizza
6ª tappa Parigi-Nizza
1ª tappa Tour du Sud-Est
2ª tappa Tour du Sud-Est
3ª tappa Vuelta a España
- 1966

3ª tappa Parigi-Nizza
Giro del Piemonte
Giro di Toscana
7ª tappa Giro d'Italia
11ª tappa Giro d'Italia
1ª tappa Tour de France
12ª tappa Tour de France
22ª tappa Tour de France
Campionati del mondo, Gara in linea
- 1967

Milano-Vignola
6ª tappa Giro d'Italia
11ª tappa Giro d'Italia
- 1968

2ª tappa Tirreno-Adriatico
Milano-Sanremo
3ª tappa Vuelta a España
5ª tappa Vuelta a España
- 1969

Prologo Tour de France (cronometro)
Gran Premio di Lugano (cronometro)
- 1970

Sassari-Cagliari
5ª tappa Parigi-Nizza
4ª tappa Vuelta a Mallorca
Rund um den Henninger-Turm
Prologo Tour de Suisse (cronometro)
Campionati tedeschi, Gara in linea
3ª tappa Parigi-Lussemburgo
Grand Prix Diessenhofen (cronometro)

#### Altri successi
- 1962

Classifica a punti Vuelta a España
Classifica a punti Tour de France

### Pista
- 1959

Campionati del mondo, Inseguimento individuale dilettanti
Campionati tedeschi, Inseguimento individuale
Campionati tedeschi, Americana (con Willi Altig)
- 1960

Campionati del mondo, Inseguimento individuale
Campionati tedeschi, Inseguimento individuale
- 1961

Campionati del mondo, Inseguimento individuale
Campionati tedeschi, Inseguimento individuale
- 1962

Campionati tedeschi, Americana
Criterium degli assi
Sei giorni di Berlino (con Hans Junkermann)
Sei giorni di Münster (con Hans Junkermann)
- 1963

Campionati europei, Omnium
Campionati tedeschi, Americana
Sei giorni di Essen (con Hans Junkermann)
- 1964

Sei giorni di Dortmund (con Fritz Pfenninger)
Sei giorni di Essen (con Hans Junkermann)
Sei giorni di Francoforte (con Hans Junkermann)
- 1965

Campionati europei, Americana
Sei giorni di Berlino (con Dieter Kemper)
Sei giorni di Colonia (con Sigi Renz)
Sei giorni di Francoforte (con Dieter Kemper)
- 1966

Campionati europei, Omnium
Sei giorni di Berlino (con Sigi Renz)
Sei giorni di Brema (con Dieter Kemper)
Sei giorni di Colonia (con Dieter Kemper)
Sei giorni di Dortmund (con Sigi Renz)
Sei giorni di Zurigo (con Sigi Renz)
- 1968

Sei giorni di Brema (con Sigi Renz)
Sei giorni di Colonia (con Sigi Renz)
Sei giorni di Dortmund (con Patrick Sercu)
Sei giorni di Francoforte (con Patrick Sercu)
Sei giorni di Münster (con Klaus Bugdahl)
- 1969

Sei giorni di Gand (con Sigi Renz)
- 1970

Sei giorni di Dortmund (con Albert Fritz)
- 1971

Sei giorni di Brema (con Albert Fritz)
Sei giorni di Colonia (con Albert Fritz)

#### Altri successi
- 1959

Record mondiale del chilometro da fermo: 1'09"6
Record mondiale dei 5 chilometri: 6'10"2
- 1962

Record mondiale dei 5 chilometri: 6'07"60

## Piazzamenti

### Grandi Giri
- Giro d'Italia

1966: 13º
1967: ritirato
1968: ritirato
1969: 9º
1970: 44º
- Tour de France

1962: 31º
1964: 15º
1966: 12º
1969: ritirato
- Vuelta a España

1962: vincitore
1965: ritirato
1968: 18º

### Classiche monumento
- Milano-Sanremo

1961: 24º
1964: squalificato
1965: 29º
1966: 49º
1968: vincitore
1969: ritirato
1970: 37º
- Giro delle Fiandre

1963: 11º
1964: vincitore
1966: 34º
1967: 71º
1968: 2º
1969: ritirato
- Parigi-Roubaix

1961: 32º
1963: ritirato
1964: 11º
1965: 12º
1966: 6º
1967: 3º
1969: 14º
- Liegi-Bastogne-Liegi

1966: 18º
1967: ritirato
- Giro di Lombardia

1968: ritirato

### Competizioni mondiali
- Campionati del mondo

Salò 1962 - In linea: ritirato
Ronse 1963 - In linea: ritirato
Sallanches 1964 - In linea: 18º
San Sebastián 1965 - In linea: 2º
Nürburgring 1966 - In linea: vincitore
Heerlen 1967 - In linea: 14º
Imola 1968 - In linea: 12º
Zolder 1969 - In linea: 41º
Leicester 1970 - In linea: 15º
- Campionati del mondo

Amsterdam 1959 - Inseguimento individuale Dilettanti: vincitore
Lipsia 1960 - Inseguimento individuale: vincitore
Zurigo 1961 - Inseguimento individuale: vincitore

### Competizioni europee
- Campionati europei di ciclismo su pista-Omnium maschile

Campionati europei di ciclismo su pista 1962 Omnium Endurance: 1º
Campionati europei di ciclismo su pista 1965 Omnium Endurance: 1º
Campionati europei di ciclismo su pista 1970 Omnium Endurance: 2º

## Riconoscimenti
- Sportivo tedesco dell'anno nel 1966